# Horst Gnas

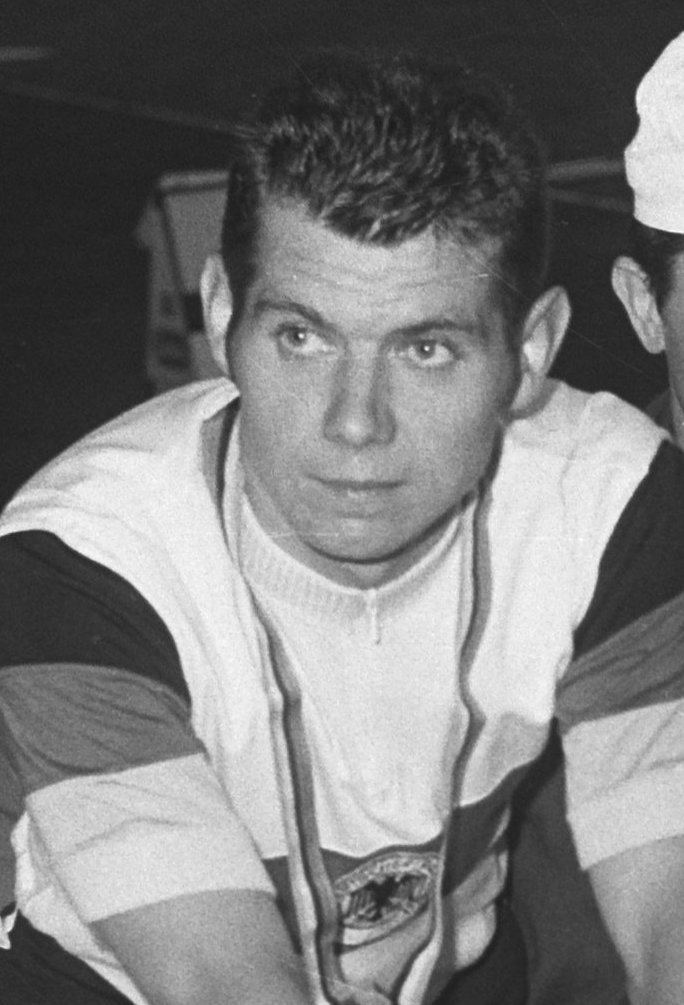
Horst Gnas (1970)

Horst Gnas (* 3. September 1941 in Dessau) ist ein ehemaliger deutscher Radrennfahrer.
Schon als Jugendlicher wurde Horst Gnas Dritter bei einer DDR-Radsportmeisterschaft. Anschließend ging er aber in die Bundesrepublik und ließ sich schließlich in Nürnberg nieder. Er wurde Mitglied des RC Herpersdorf.
1970 errang Horst Gnas bei den Bahn-Weltmeisterschaften in Leicester den zweiten Platz bei den Amateur-Stehern. Von 1971 bis 1973 wurde er dann dreimal hintereinander Steher-Weltmeister bei den Amateuren. 1971 und 1972 wurde er von dem Niederländer Bruno Walrave geführt, bis 1973 der Weltradsportverband Union Cycliste Internationale für die Weltmeisterschaften in San Sebastian verfügte, dass Steher und Schrittmacher derselben Nationalität angehören müssen. Kurzfristig wurde der Hannoveraner Hans Käb als Ersatz für Walrave eingesetzt; trotzdem gelang der Gewinn eines dritten WM-Titels. 1971 und 1972 wurde er deutscher Meister im Steherrennen der Amateure.
Für seine sportlichen Erfolge wurde er am 10. Dezember 1971 mit dem Silbernen Lorbeerblatt ausgezeichnet.
In den folgenden Jahren war Gnas vom Verletzungspech verfolgt. Er beendete seine Karriere 1977 und eröffnete zwei Reinigungsfirmen.
Nur zwei Tage nach seinem WM-Sieg 1973 in San Sebastián verunglückten die Ehefrau von Horst Gnas und deren Freundin tödlich; sie wurden auf einer Radtour von einem Auto angefahren. Der Witwer blieb mit zwei kleinen Töchtern zurück.